# Parahypocaccus weyrichi
Parahypocaccus weyrichi är en skalbaggsart som beskrevs av Vienna 1995. Parahypocaccus weyrichi ingår i släktet Parahypocaccus och familjen stumpbaggar. Inga underarter finns listade i Catalogue of Life.